# Oeonistis lifuensis
Oeonistis lifuensis là một loài bướm đêm thuộc phân họ Arctiinae, họ Erebidae.